# Либерал (Канзас)
Либерал (енгл. Liberal) град је у америчкој савезној држави Канзас.

## Демографија
По попису из 2010. године број становника је 20.525, што је 859 (4,4%) становника више него 2000. године.
| Група             | 2000.         | 2010.          |
| Белци             | 9.353 (47,6%) | 6.834 (33,3%)  |
| Афроамериканци    | 827 (4,2%)    | 759 (3,7%)     |
| Азијати           | 640 (3,3%)    | 595 (2,9%)     |
| Хиспаноамериканци | 8.513 (43,3%) | 12.044 (58,7%) |
| Укупно            | 19.666        | 20.525         |